# 飯田規和
飯田 規和（いいだ のりかず、1928年11月6日 - 2004年1月12日）は、日本のロシア文学者・翻訳家。元新潟女子短期大学学長。筆名が飯田規和(イイダキワ) 。

## 経歴
1928年、山梨県石和町で生まれた。東京外国語大学外国語学部ロシヤ語学科で学び、1951年に卒業。 
1951年に日ソ翻訳出版懇話会事務局に入り、編集責任者を務めた。1965年東京外国語大学外国語学部講師、1971年助教授を経て、1974年教授。1991年退官し、新潟女子短期大学教授。1997年から県立新潟女子短期大学学長。学長を2003年まで務めた。
2004年、前立腺癌のため75歳で死去。

## 研究内容・業績
スタニスワフ・レムなどSFの翻訳で知られるが、ポーランド語からではなくロシア語版からの翻訳である。

## 著作

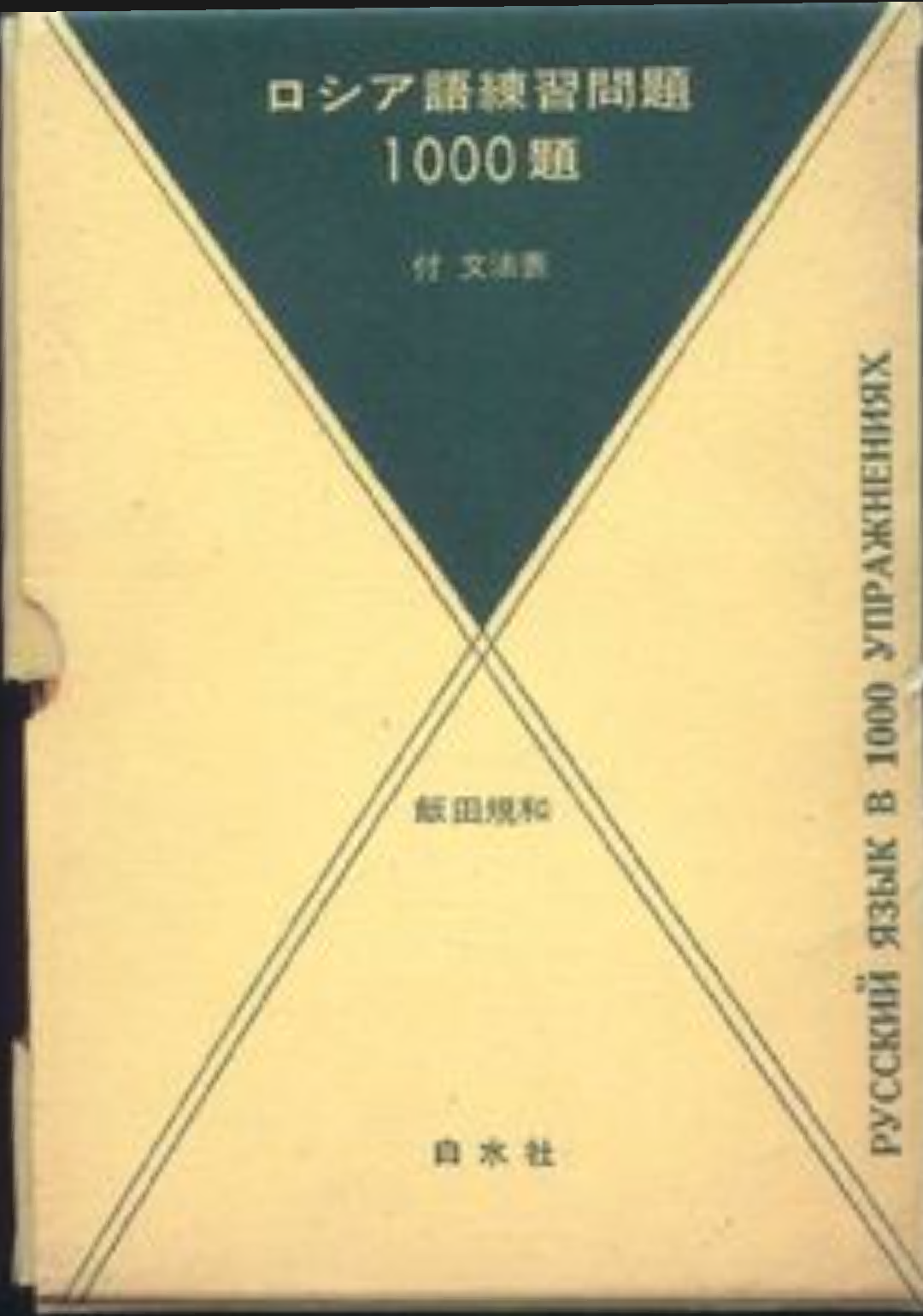

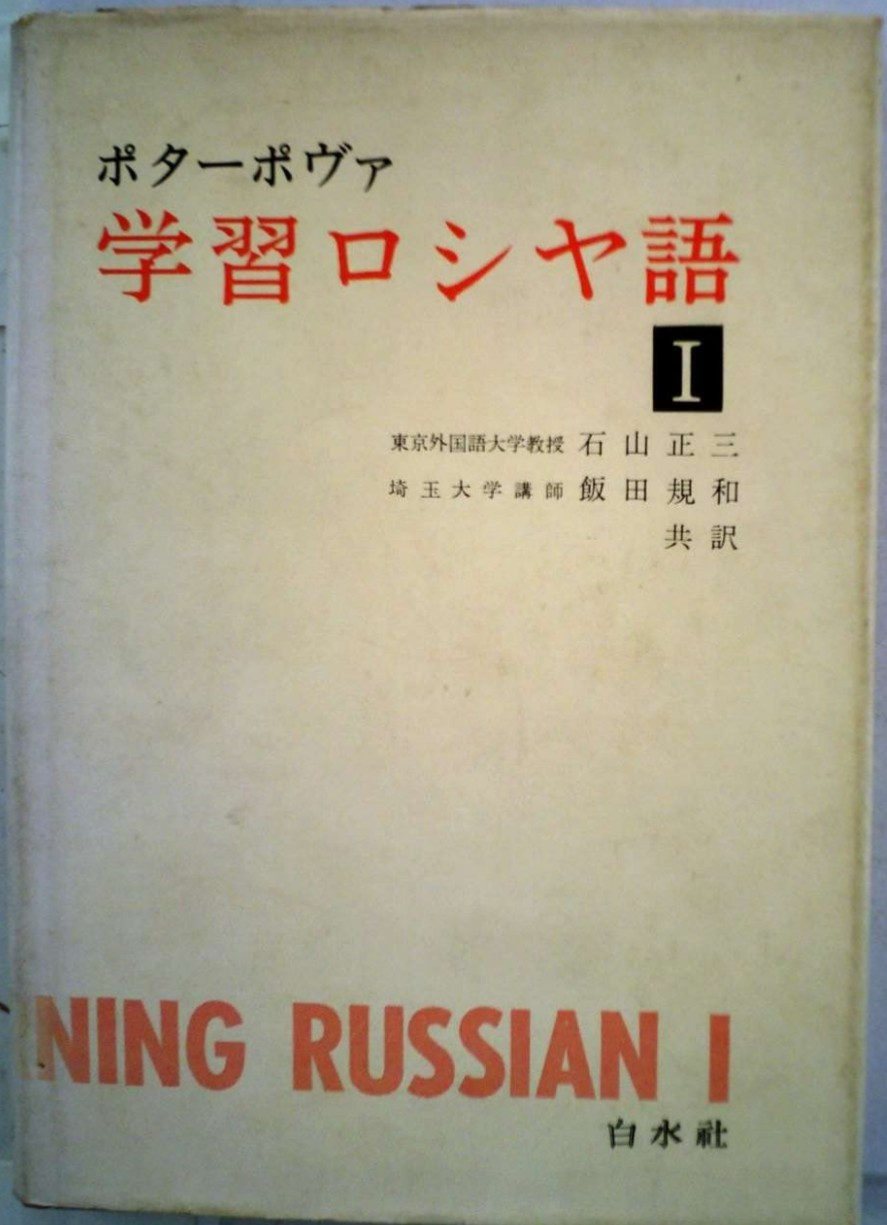

### 著書
- 『ロシア語練習問題1000題』白水社 1971
- 『ロシア語練習問題1000題 文法表』白水社 1971

### 訳書
- 『愛情を信じよう：ソ連の恋愛・結婚・離婚』ラーピン編著、伊集院俊隆共訳、新読書社出版部 1958
- 『ポータブル・チェーホフ』チェーホフ、石山正三共編訳、パトリア書店 1960
- 『電子頭脳の時代』ハタン・コブリンスキー（ロシア語版）,ヴィクトル・ペケリス（ロシア語版）共著、益子正教共訳、理論社 1960
- 『元素物語』イ・ネチャーエフ著、誠文堂新光社(自然と科学) 1962
- 『速修ロシヤ語』ポターポヴァ著、石山正三共訳、白水社 1962
- 『地球のみなさんおはよう! 宇宙飛行70万キロ』ゲルマン・チトフ著、理論社 1962
- 『ベルチリヨン166：キューバ革命の一日』(世界革命文学選 6) ホセ・ソレル・プイグ（スペイン語版）著、新日本出版社 1963[10]
- 文庫化
- 『ペトロフカ、38』ユリアン・セミョーノフ著、早川書房(世界ミステリシリーズ) 1965
- 『人間の世界』イワン・エフレーモフ著、河出書房新社 1965
- 『ソラリスの陽のもとに』スタニスラフ・レム著、早川書房 1965
- 文庫化 ハヤカワ文庫
- 『マーシャの手記：もう一人のアンネ』マリア・ロリニカイテ著、合同出版(パピルス双書) 1966
- 『生命のなぞ』M・イヴィン著、誠文堂新光社(ソビエトの少年科学) 1967
- 『学習ロシヤ語』ポターポヴァ著、石山正三共訳、白水社 1967
- 『ソ連大使の日本ノート』ニコライ・フェドレンコ著、朝日新聞社） 1967
- 『砂漠の惑星』(世界SF全集 23) レム著、早川書房 1968
- 文庫化 ハヤカワ文庫
- 『宇宙パイロット37号』(SF名作シリーズ 12) エフレーモフ著、偕成社 1968
- 『トランクから出た少年』エフゲニー・ベルチストフ（ロシア語版）著、学習研究社(少年少女学研文庫) 1969
- 『こねずみのぴいくん』ビアンキ著、理論社(ビアンキのこども動物記) 1969
- 『ムーハ大むかしへいく』(世界のこどもエスエフ 8) ヴィタリー・グバリョフ（英語版）著、偕成社 1969
- 『戦争と世界』マヤコフスキー著、平凡社、世界名詩集24） 1969
- 『星の船 / アンドロメダ星雲』(世界SF全集 22) エフレーモフ著、早川書房 1969
- 『地球をとびだす』(少年少女SFアポロシリーズ 3) ツィオルコフスキー著、岩崎書店 1970
- 『金星探検』(ジュニア版世界のSF 18) ベリャーエフ著、集英社 1970
- 『クムビ』(世界SF全集 24) ゲンナージー・ゴール（ロシア語版）著、早川書房 1970
- 『両棲人間』(少年少女世界SF文学全集 8) ベリヤーエフ著、あかね書房 1971
- 『生きている首』ベリヤーエフ著、岩崎書店(SF少年文庫) 1971
『生きている首』ベリャーエフ著、岩崎書店(SFロマン文庫) 1986
- 『世界のSF 短篇集 ソ連東欧篇』(世界SF全集 33) 編訳、早川書房 1971
- 『未来からの手記』ニコライ・アモソフ著、早川書房 1973
- 『復活』トルストイ著、集英社、ジュニア版世界の文学 1975
- 『アレクサンドロスの王冠』エフレーモフ著、創元推理文庫 1979
- 『丑の刻』エフレーモフ著、早川書房(海外SFノヴェルズ) 1980
- 『青い惑星』オリガ・ラリオーノワほか著、深見弾共訳、プログレス出版所(現代ソビエトSFシリーズ) 1982
- 『一世紀より長い一日』チンギス・アイトマートフ、講談社 1984
- 『チンギス・ハンの白い雲』アイトマートフ著、亀山郁夫共訳、潮出版社 1991
- 『カッサンドラの烙印：二十世紀の異端の書』アイマートフ著、潮出版社 1996